# تظاهرات علیه قانون بازنشستگی در فرانسه

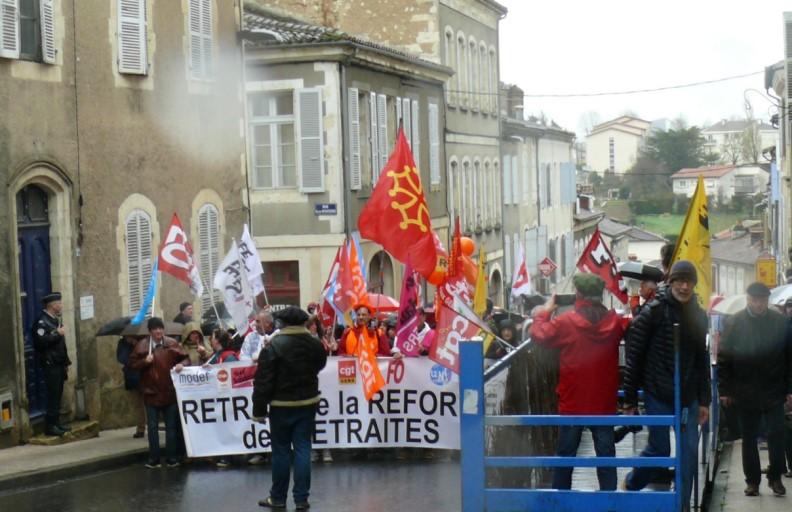
تظاهرات روز ۱۱مارس در اکسیتانیا

اعتصابات علیه اصلاح مزایای بازنشستگی در فرانسه ۲۰۲۳ (انگلیسی: 2023 French pension reform strikes) مجموعه ای از ناآرامی‌های مدنی است که از ۱۹ ژانویه ۲۰۲۳ در فرانسه آغاز شده‌است و توسط مخالفان لایحه اصلاح مزایای بازنشستگی فرانسه سازماندهی می‌شود. این لایحه که توسط دولت بورن ارائه شده‌است قصد دارد سن بازنشستگی را از ۶۲ به ۶۴ سال افزایش دهد. اعتصابات منجر به اختلال گسترده در امور شهری از جمله جمع‌آوری زباله‌ها از خیابان‌ها و لغو فعالیت وسایل حمل و نقل عمومی شده‌است. در ماه مارس دولت از ماده ۴۹٫۳ قانون اساسی فرانسه استفاده کرد تا لایحه را اجرایی سازد که منجر به اعتراضات بیشتر و دو رأی عدم اعتماد در پارلمان فرانسه شد. همچنین، اعتراضات خشن در کنار اعتصابات سازماندهی شده افزایش یافت.